# Angersleigh
Angersleigh är en by i civil parish Pitminster, i enhetskommunen Somerset, i grevskapet Somerset, i England. Byn är belägen 8 km från Taunton. Angersleigh var en civil parish fram till 1933 när blev den en del av Pitminster. Civil parish hade 64 invånare år 1931.